# Jézus tanítása és beszédei
Jézus tanítása és beszédei az 1. század első felében, Palesztina területén hangoztak el. A keresztény evangéliumok alapján a küldetése és szolgálata azzal kezdődött, hogy megkeresztelkedett a Jordán folyóban, majd mintegy három év múlva, Jeruzsálemben ért véget, az utolsó vacsorát követően.
Jézus nem akart semmilyen új vallást alapítani, hanem csak erkölcsi útmutatásokat adott a követőinek. Félretéve minden nehezen érthető filozófiai elméletet, azt tanította az embereknek, hogy másképp tekintsenek a dolgokra és hogy az életről alkotott anyagias szemléletüket lelki szemlélettel váltsák fel. Nem intézett az emberekhez zengzetes szónoklatokat, de tanításaiból erő áradt. A gyakorlati igazságok, melyeket elmondott, meggyőző erejűek voltak és megragadták az emberek figyelmét. Spirituális tanítását gyakran egyszerű történetekbe és példabeszédekbe öltöztette.
Új és csak egy témára összpontosító parancsot adott, a szeretet parancsát, de nem törölte el a Tízparancsolatot. A tanításai kifinomultabbak voltak a zsidó Tóra útmutatásánál. 
Beszédei az embereket úgy érték, mint új kinyilatkoztatás és a törvény tanítói, az írástudók, a farizeusok, valamint a hétköznapi emberek is meglepődve hallgatták Krisztus tanításait. Szavai nem voltak újak, és mégis a meglepetés erejével hatottak, mivel a vallást az annak megfelelő világosságában mutatta be, és nem úgy, ahogy a zsidó tanítók előtte az emberek elé tárták.
Tanításának az alapja a vallás gyakorlati megélése, a feltétlen szelídség, képmutatásmentesség, az embertársi szeretet, az Isten-szeretet, az alázat és szerénység, a béketűrés, amelyekről gyakran prédikált.
Beszédeinek célja az emberek gondolkodásmódjának és életvitelének megváltoztatása volt. Stílusában nem volt bizonytalanság, és kijelentéseiben kételynek nyoma sem. Úgy beszélt, mint aki a témának minden részét érti. Új szemléletet adott követőinek az örök élet, az üdvösség elnyeréséről.
Az evangéliumok alapján megjósolta tanítványainak, hogy nemsokára eltávozik közülük, és annak körülményeit. Ezzel igyekezett felkészíteni őket az eseményekre, valamint igazolni küldetését. Tanította őket a Szentlélekről, aki majd eszükbe juttatja tanításait, amikor ő már nem lesz köztük.
Beszélt arról is, hogy nemsokára vissza fog térni, valamint az utolsó napokról és hogy milyen előjelei lesznek mindezeknek.

## Hegyi beszéd

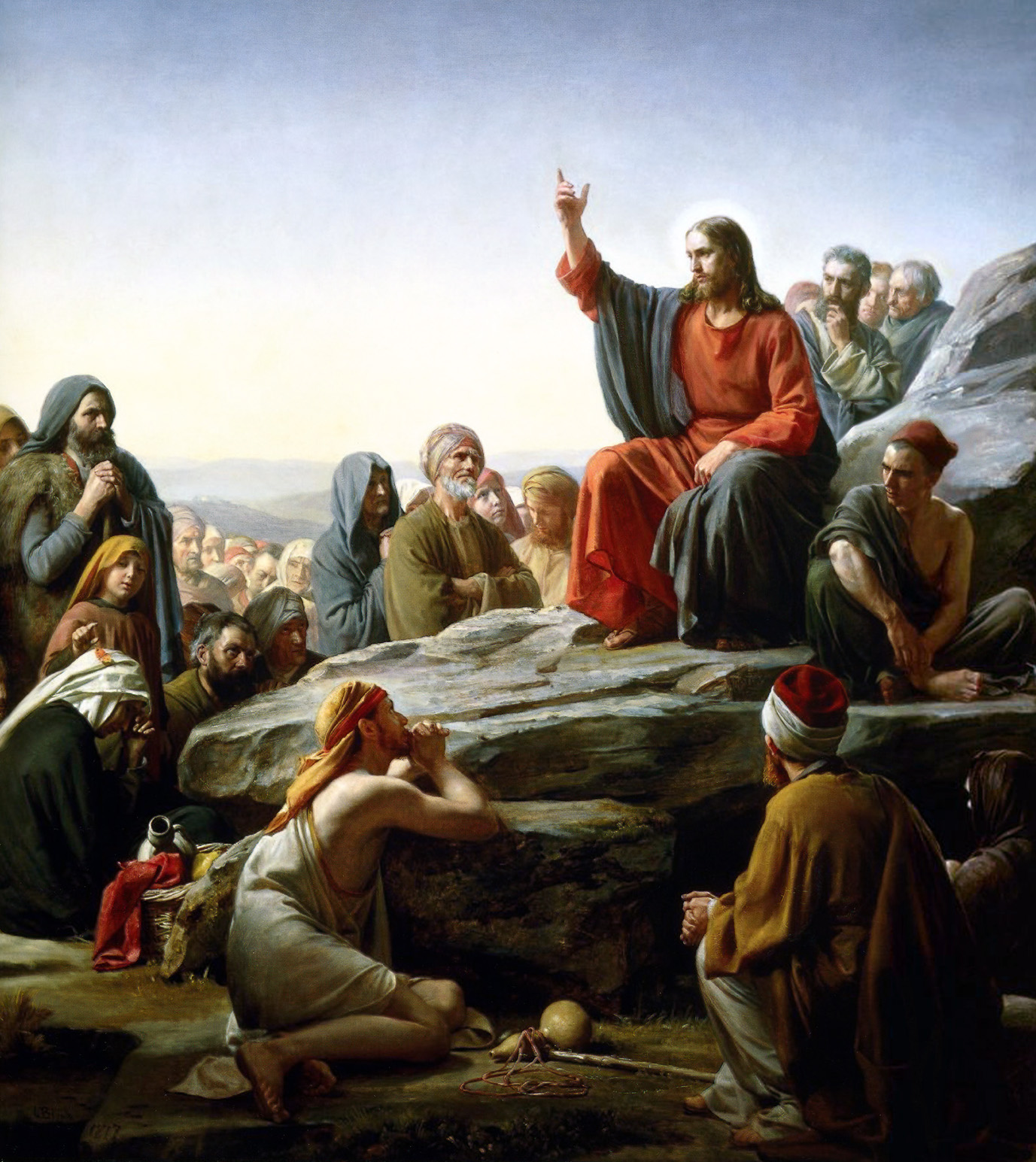
A Hegyi beszéd

A hegyi beszéd Jézus első nyilvános tanítása. Ötezer emberhez szólt, és – a későbbiektől eltérően – itt könnyen érthető, egyértelmű beszédet mondott. Kinyilvánította, hogy nem megszüntetni jött a törvényeket, hanem teljessé tenni (Máté 5,17).
Ezekre példákat is mondott:
- Aki eltöröl a legkisebb parancsok közül, Ne ölj, Aki haragot tart, Ne törj házasságot, ezeket a parancsolatokat szigorúbban értelmezte, mint kortársai.
- A ne esküdj hamisan, hanem tartsd meg az Úrnak tett esküdet parancs felidézése után a szent vagy a nem hatalmunkban álló dolgokra (Isten trónjára, Jeruzsálemre, az ember saját életére) tett esküt megtiltott, helyette az egyenes beszédre adott parancsot (megbízható „igen”, vagy „nem”).
- A szemet szemért, fogat fogért szabályra azt mondta ne álljatok ellent a gonosznak. Aki megüti a jobb arcodat, tartsd oda a másikat is! (Máté 5,40). A rosszat jóval kell viszonozni (lásd: felebaráti szeretet)
- Beszélt a nyolc boldogságról;
- Tanította a népet a Miatyánk imára;
- Tanított a képmutatásról, a földi és mennyei kincsgyűjtésről, az Atya gondviseléséről, ítélkezésről, szent dolgokról, a böjtről, az ún. aranyszabályról, a kárhozat és üdvösség útjáról, a hamis prófétákról;
- Hasonlatot mondott a két úr szolgájáról.

Beszéde végén a tanítását megtartókat sziklára építkezőkhöz, az elvetőit homokra építkezőkhöz hasonlította.
A beszéde után Máté megjegyzi: „A nép ámult tanításán, mert úgy tanított, mint akinek hatalma van, s nem úgy, mint az írástudók”.
Joó Sándor református lelkipásztor szerint „Nem valószínű, hogy egyetlen alkalommal mondott prédikáció volt ez, hanem talán többször is kiment Jézus egy bizonyos dombtetőre, valahol Kapernaum vagy Názáret közelében, vissza-visszajárt ugyanarra a helyre, és ott tanította az embereket. Ezeknek a tanításoknak a gyűjteménye az ún. hegyi beszéd.”

## Példabeszédei
Jézus példabeszédei egy része hasonlatokat tartalmaz a mennyek országáról. Felszólítás a bűnre-hajlás és a tévelygés ellen.
- elveszett bárány (Mt 18,12-14; Lk 15,1-7) A száz juhból egy eltévedt, gazdája az egy keresésére indult, hagyván a többit. Amikor megtalálja, jobban örül az egynek, mint a hátrahagyott kilencvenkilencnek, amint a mennyben is jobban örülnek egy megtérő bűnösnek, mint kilencvenkilenc igaznak.
- gyöngykereső kereskedő (Mt 13,45-46) A mennyek országát igazgyöngykereső kereskedőhöz hasonlítja, aki amint megtalálta az igazit, amit keresett, eladja mindenét, és megveszi azt.
- a háló (Mt 13,47-52) A tengerbe dobott hálóhoz hasonló Isten országa, mindenféle halat összefog. Csak partra húzás után válogatják szét őket. A hitványakat kiszórják, a megfelelőt edényekbe rakják. Így választják szét a jókat a gonoszoktól a világ végén.

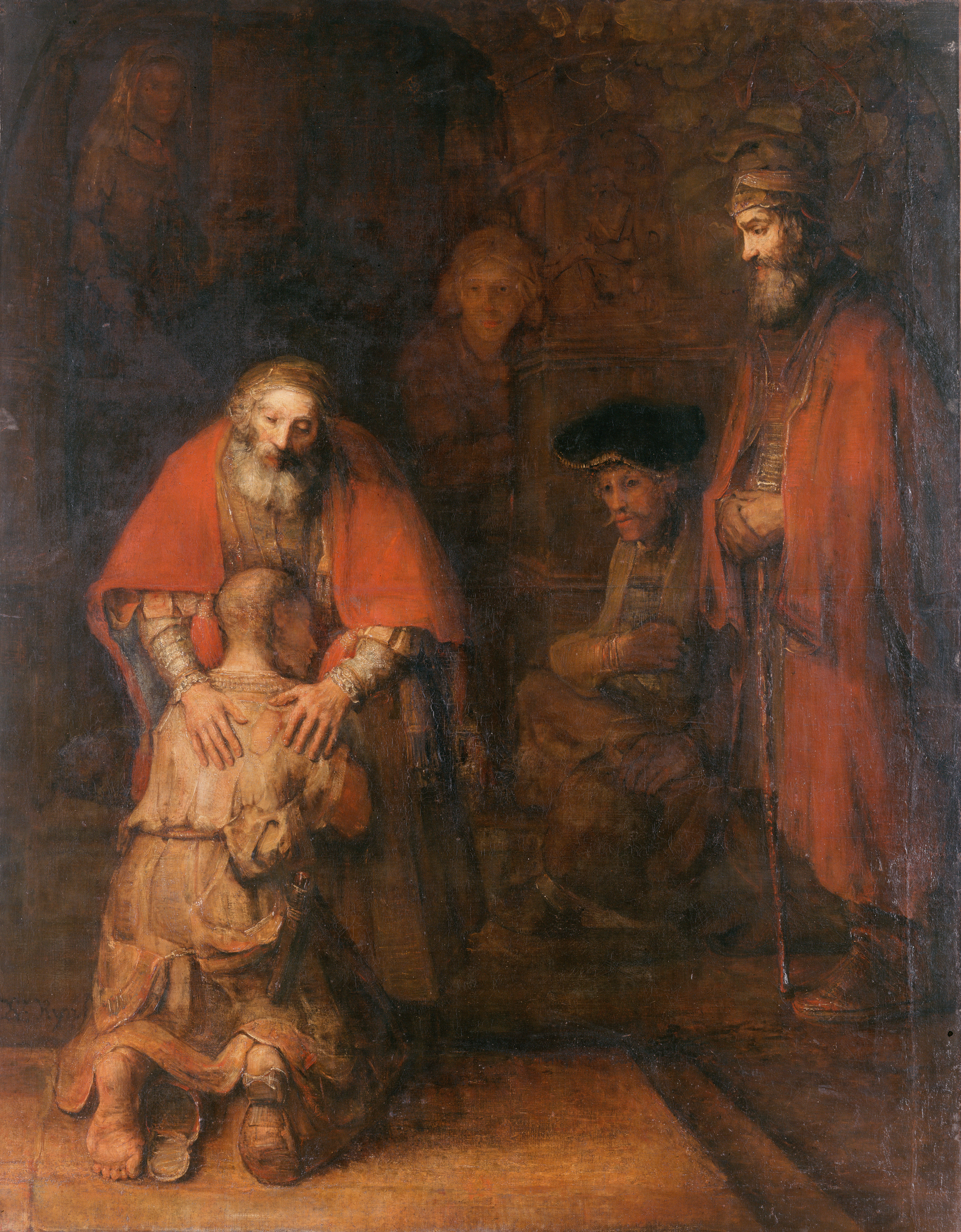
Rembrandt: A tékozló fiú

- mustármag (Mt 13,31-32) Minden magnál kisebb, de amikor felnő, nagyobb minden veteménynél. Hasonlat a mennyek országáról.
- magvető (Mt 13,18-23 és Mk 4,1-9) Csak a jó földbe került mag hoz sokszoros termést. A magvető által elszórt magok egy része köves talajra, más része tövisek közé vagy az útra is szóródik. A magvető példa az Isten országáról szóló tanításról, mely arról szól, melyik ember hogyan fogadja el a tanítást, a hitet, mert akikben jó földre hull, azok meghallják a tanítást.
- Konkoly (Mt 13,24-30) A konkolyt az ellenség szórja a búza közé. A szolgák megkérdezik a gazdát, akarja-e, hogy kigyomlálják. A gazda nem akarja, mert kárt tenne a búzában. Hadd nőjön a búzával együtt, majd aratáskor összeszedik és elégetik. Hasonlat a mennyek országáról, ahol a jókat és a rosszakat szétválogatják.
- kincs a szántóföldben és az igazgyöngyöt kereső kereskedő (Mt 13,44-45) A szántóföldben talált kincsért az ember eladta mindenét, és megvásárolta azt a földet. A kereskedő is így tett, amikor egy nagyon értékes gyöngyöt talál, mindenét eladta és megvette. A mennyek országa hasonlít az elrejtett kincshez és az igazgyöngyöt kereső kereskedőhöz.
- jó pásztor (Jn 10,1-21) A juhok és a jó pásztor számára Jézus a kapu, aki rajta keresztül megy be, üdvözül, és a juhok megismerik hangját. Aki nem a kapun megy be, hanem máshonnan hatol be, az tolvaj és rabló, idegen után nem mennek, hanem elfutnak. A béres, akinek nem sajátjai a juhok, elfut, ha jön a farkas. A jó pásztor, Jézus életét adja a juhokért.
- hűtlen sáfár (Lk 16,1-9) Amikor a sáfárt bevádolták uránál, hogy eltékozolja vagyonát, a sáfár azt találja ki félelmében - ahogy elküldte az ura -, hogy az ura adósait összehívja, és elengedi a tartozásaiknak egy részét, hogy amikor majd már nem lesz sáfár, majd azok az adósok hálából befogadják. A példabeszéd lényege, két urat nem lehet egyszerre szolgálni, Istent és a mammont. „Ha máséban nem voltatok hűek, ki adja oda nektek a tiéteket?"

- tékozló fiú (Lk 15,11-12) Ugyanazt az üzenetet hordozza, amit az eltévedt bárány megtalálása után érzett öröm, hogy az apa jobban örül a megtért fiúnak, mint az otthonmaradó fiának. Ünnepséget tart, mert visszatért. Ez az üzenet a családon belül kialakult féltékenykedő emberekhez szól. Máshogy magyarázza Kelszosz (Celsus), aki szemére vetette a kereszténységnek, hogy más vallásokkal ellentétben, nem a tisztességeseket, jókat és tanult embereket gyűjtötte össze, hanem a korhelyeket.[6] Ebből a szempontból Kelszosznak már Jézus megadta a választ. „Nem az igazakat jöttem hívni, hanem a bűnösöket, hogy megtérjenek." (Lk 5.32)
- az irgalmas szamaritánus (Luk 10,30-37) A pap és a levita nem segített a véresre vert emberen. A szamaritánus gondját viselte, ápolta, sőt amikor elment, gondoskodott felőle akkor is. Példa a felebaráti szeretetre, a barát a legnagyobb bajban segít, akár ismeretlenül, viszonzás nélkül is.
- a dúsgazdag és a szegény Lázár (Luk 16,19-31) A gazdag semmit sem adott a szegény Lázár koldusnak. Betekintést ad az égi igazságosztásba, az égben a koldus vigasztalódik Ábrahámmal, a gazdag méltatlankodik a pokolban. Példázat azokra, akik nem hallgatják meg, és nem cselekszik azokat, amelyeket a próféták és az egyházatyák már elmondtak.
- a tíz hajadon (Máté 25,1-13) A kitartó virrasztásra való felkészülés Jézus Második Eljövetelére utal, a jeles napokra való felkészülés példáján keresztül.
- az esztelen gazdag (Luk 12,16-21) A bőséges termés miatt meggazdagodott évekre előre elraktározná a megnagyobbított csűrbe, hogy pihenjen szórakozzon. De ha Isten még éjjel elkéri lelkét, kié lesz a gazdagság? Ne a világi dolgokat gyűjtse az ember és ne aggódjon, mit eszik, iszik, Isten gondoskodik erről, mint ahogy a mező madarait is eteti.
- a farizeus és a vámszedő (Luk 18,10-14) Jézus világosan foglalja össze: "mindenki, aki felmagasztalja magát, megaláztatik, aki pedig megalázkodik, felmagasztaltatik".
- a terméketlen fügefa (Luk 13,6-9)

- a hitelező és a két adós (Luk 7,41-43) Aki jobban szeret, a bűneit jobban megbocsátják.
- a szívtelen szolga (Mt 18, 23-24) A ház ura haladékot adott a szolgának tartozásáért, de a szolga nem adott haladékot a neki tartozónak, ezért az ura visszavonta a haladékot.
- a királyi menyegző (Mt 22,2-14) Példázat a mennyországról. Az elvilágosodott emberek nem törődnek a mennyországba hívással, ezért bárki, aki felkészült rá, részt vehet, akik nem felkészülten érkeznek, sötétségbe kerülnek.

## Szegények - gazdagok
Tanítása a fáradozóknak, megterhelteknek szólt. A sors számkivetettjeinek túlvilági kárpótlást ígért.
- Egy fiatal kérdésére válaszolta: „Ha tökéletes akarsz lenni, add el vagyonodat, oszd ki a szegényeknek, és kincseket szerzel a mennyben" (Máté 19,21). „És mindenki, aki az én nevemért elhagyja házát vagy testvéreit, vagy nővéreit, vagy atyját, vagy anyját, vagy feleségét, vagy gyermekeit, vagy szántóföldjét, százszorosát nyeri vissza, és örök életet kap örökségül". (Máté 19,21) „Ne aggódjatok életetekről, hogy mit esztek, vagy mit isztok, hogy mibe öltöztök... Nézzétek az ég madarait! Nem vetnek, nem aratnak..." (Máté 6,25)
- A gazdagokat figyelmeztette: „Könnyebb a tevének a tűfokán átmenni, mint a gazdagnak bejutni Isten országába." (Máté 19.24) „De jaj nektek, akik most jól vagytok lakva, mert éhezni fogtok. Jaj, akik most nevettek, mert sírni és jajgatni fogtok." (Lukács 6,24). A sorokból kitűnik, hogy elsősorban azokról van szó, akik a gazdagságot csak saját javukra fordították.

## Legfőbb törvények
- A legfőbb törvény az Isten iránti feltétlen szeretet (ld. az igazi istentisztelet), mely cselekvő, s amelyet kiegészít a felebaráti szeretet. (Mt 12,30-31). Az evangéliumok szerint nincs ennél nagyobb parancsolat. Ez teljes összhangban van Mózes törvényeivel.[7]

„Szeresd Uradat, Istenedet, teljes szívedből lelkedből, teljes erődből és teljes elmédből" (5 Mózes 6,5) és „embertársadat pedig mint saját magadat" (3 Mózes 19,18). „Csak aki szeretetben marad, az marad bennem, és én őbenne" „Az Isten szeretet, és aki megmarad a szeretetben, Istenben marad és Isten őbenne marad” (Jn 4,16)
„Aki hisz én bennem, az is cselekszi majd azokat a cselekedeteket, amelyeket én cselekszek; és nagyobbakat is cselekszik azoknál" (János 14,12).
A szeretetre való felszólítás nem volt új, mert a mózesi törvények is tartalmazzák a felebaráti szeretetet. Azonban az Ószövetség felebaráti szeretet csak a saját népre Izrael fiaira vonatkozott, és a Mindenható és a felebaráti szeretet két különböző törvényként rögzült. Jézus azonban kiterjeszti a felebaráti szeretetet a választott népen kívüliekre is, amelyet az irgalmas szamaritánus példázatban világít meg. Jézus szerint felebaráti szeretet nélkül nem tudjuk helyesen szeretni Istent sem. Ezt úgy éri el leginkább az ember ha úgy szereti felebarátját, mint saját magát és azt teszi a másiknak, amit saját magának tenne.

## Jézus önmagáról
(Káldi-Neovulgáta fordítás)
- Én vagyok a Krisztus, az áldott Isten Fia. Én vagyok a Messiás. (Mk 14,61-62; Jn 4,25-26)
- Én vagyok az élet kenyere. Én vagyok az élő kenyér, amely a mennyből szállt alá. Ha valaki ebből a kenyérből eszik, örökké él. A kenyér pedig, amelyet majd én adok, az én testem a világ életéért. Az én testem valóságos étel, és az én vérem valóságos ital. Aki eszi az én testemet, és issza az én véremet, annak örök élete van, és én feltámasztom őt az utolsó napon. (Jn 6,35.51-56)
- Én vagyok a világ világossága. Aki követ engem, nem jár sötétben, hanem övé lesz az élet világossága. (Jn 8,12)
- Én felülről vagyok, nem vagyok ebből a világból. (Jn 8,23)
- Én vagyok a juhok ajtaja. Én vagyok az ajtó: aki rajtam keresztül megy be, üdvözül. (Jn 10,7-9)
- Én vagyok a jó pásztor. A jó pásztor életét adja a juhokért. (Jn 10,11-14)
- Én és az Atya egyek vagyunk. (Jn 10,30)
- Én vagyok a föltámadás és az élet. Aki hisz bennem, még ha meghalt is, élni fog. (Jn 11,25)
- Én vagyok az út, az igazság és az élet. Senki sem jut az Atyához, csak általam. (Jn 14,6)
- Én vagyok az igazi szőlőtő, ti pedig a szőlővesszők. Aki bennem marad, és én őbenne, az bő termést hoz, mert nálam nélkül semmit sem tehettek. (Jn 15,1-5)
- Én vagyok az Alfa és az Ómega, az első és az utolsó, a kezdet és a vég. Mielőtt Ábrahám lett volna, én vagyok. (Jel 1,8.17; 21,6; 22,13; Jn 8,56-58)
- Én vagyok az élő, bár halott voltam; de íme élek örökkön-örökké. (Jel 1,18)
- Én vagyok Dávid gyökere és új hajtása, a fényes Hajnalcsillag! (Jel 22,16)

## Jézus a betegekről
A mózesi szabályok szerint a betegeket a pap tisztátalannak nyilvánítja, és legtöbb esetben kiutasítja a táborból, hogy ne fertőzze meg az egészségeseket, a tisztákat. A zsidó történelem során kialakult az a szemlélet, hogy aki beteg lesz, az a bűnei miatt lett beteg. Aki nyilvánvaló bűnöket követ el, és életében mégsem lesz beteg, annak viszont leszármazottjai lesznek betegek. Jézus ezt cáfolja: „Sem ez nem vétkezett, sem ennek szülei, hanem, hogy nyilvánvalóak legyenek benne az Isten dolgai." (Jn 9,3) Utalás arra a „Mert én az Úr vagyok, a te gyógyítód" szentírási szövegre.
Mielőtt gyógyításukba kezdett volna, sok esetben rövid párbeszéd hangzik el köztük, melyben feltárul a beteg őszinte vágya a gyógyulásra. Jézushoz ezek a betegek alázatosan közeledtek.
- A hit szerepe a gyógyulásban. Jézus gyakran hangsúlyozta a hit fontosságát a gyógyulásban. Sok esetben azt mondta: "A hited meggyógyított". (Márk 5.34)
- A gyógyítást a szeretet és a könyörület megnyilvánulásának tekintette. Nemcsak fizikai, hanem lelki gyógyulást is jelentett.
- A bűn és a betegség kapcsolatát nem mindig kötötte össze, de néha utalt arra, hogy a bűnök megbocsátása a gyógyulás feltétele lehet. Például "Fiam megbocsáttattak a te bűneid" (Márk 2.5)
- Tanított arról, hogy követői legyenek együttérzőek a betegekkel szenvedőkkel. Lásd az irgalmas szamaritánus példabeszédét. (Máté 25-40)

## Jézus párbeszédei hivatalos személyekkel
- A zsidó vallás és etika számos olyan szertartással van átszőve, amelyeknek Jézus nem tulajdonított valódi értéket.

Nem tartotta meg az aprólékos sabbath előírásokat. „A szombat van az emberért, nem az ember a szombatért." (Mk 2,27) - mondta a farizeusoknak. Nem fontos, hogy az előkelők kiváltságos helyeken üljenek étkezéskor, és nem fontos, hogy étkezésnél bűnösök, vámszedők társaságában üljünk egy asztalnál, sőt még az étkezés előtti kézmosás sem fontos.(Mt 15,20). Annál fontosabb viszont a szív, a lélek tisztasága.(Mt 15,18). „Mi haszna van az embernek, ha az egész világot megszerzi is, de lelkét kár éri." (Mt 15,26).
- A hivatalos személyek leginkább azt szerették volna tudni, mennyire jönnek Istentől Krisztus szavai. Nikodémus fariezus nem nyilvánosan kereste fel Jézust és elismeri, hogy vele az Isten, mert jeleket (csodákat) csak Isten tehet. Jézus az újraszületést magyarázza, de Nikodémius testre érti, pedig Krisztus a lélekről szól, ezért kifejti, hogy csak azt hisszük el amit látunk és amit bizonyítani tudunk. Isten Fiáról beszél, a világosságról a célról, hogy megtartassék az emberiség, és kitér az ellentétre is a sötétségre, akik gonoszak nem mennek a világosságra nehogy tetteik nyilvánvalóvá váljanak (Jn 3,1 - 21).[12]
- Jézus viszont azt szerette volna elérni, hogy ne a szertartásokon merüljön ki tevékenységük és bár az ismeret kulcsát őrzik de nem mennek be, és elzárják azok elől akik ismerni szeretnék (Lk 11,52) , helyette elviselhetetlen terhekkel terhelik az embereket. (Lk 11,46)

## Jézus tanításáról
- Zsidó vélemény szerint Jézus jelentős próféta volt, de sokak szemében hamis próféta. A korabeli és a mostani álláspont szerint az Isten-Fiúságot elutasítják, mert Istenhez nem mérhető senki. Ugyanakkor a Messiás szerep - a Megváltó, a megváltás - megtalálható a zsidó hitben.

- Keresztény szempontból az a cselekedete a legtiszteletreméltóbb - mely példája alapján Jézus utolsó tanítása -, amikor igent mondott az Atya akaratának, hogy vállalta a kereszthalált, nem ellenkezett, nem akarta földi életét megmenteni. Emiatt az Atya dicsőítette meg a feltámadással. Ezt az Atya akaratát minden körülmények között elfogadó példáját állítják híveiknek a különböző keresztény egyházak, és ünneplik a húsvéti időszakban.
- A Korán - mely sok esetben Mária fiának nevezi Jézust - Isten küldöttének nevezi Jézust és a legnagyobb próféták közé sorolja.[13]

 lásd még: Különböző nézőpontok Jézusról

## Jézus cselekedeteinek szimbolikus magyarázatai
Jézus csodái és tettei elgondolkoztattak sok gondolkodót, miért tette a csodákat, és miért úgy cselekedett, ahogy nem szoktak az emberek. Sokan szimbólumokat látnak ezekben.
- A kánai menyegzőn a vizet borrá változtatta, és az Utolsó vacsora alkalmával a bort saját vérévé változtatva kínálta tanítványainak. Jézus első nyilvános csodatétele az egyik, a másik az élete utolsója. Mindkét esetben a bor a szeretet jelképe azzal a különbséggel, hogy a kánai menyegző megszentelt bora a megszentelt emberi szeretet, az utolsó vacsora bora pedig a megszentelt isteni szeretetet jelképezi.[14]
- Hal szájában talált érme (Mt 17,24-27). Adófizetési kötelezettségről kérdezik Pétert: „Mesteretek miért nem fizet adót?" Jézus utasítja Pétert, hogy vessen horgot, az első hal szájában talál egy sztátért, vegye ki, és adja oda nekik értük. Ez utasítás Péternek arra is, hogy menjen a pogányokhoz - más élőlényekhez, a halakhoz -, legyen emberhalász ott, és tanítson. Mivel Péter eredeti foglalkozása szerint halász volt, és a csodálatos halfogás előtt nem fogott ki egyetlen halat sem, egyben válasz is Péter jövőbeni küldetésére, „megélhetésére".
- A negyven nemcsak Jézusnál szent szám, ez a megtisztulás ideje. Izrael népe is negyven évig vándorolt, amíg megtanulta, hogyan bízzon Istenben. Jézus, miután megkeresztelkedett Keresztelő Szent Jánosnál, negyven napig böjtölt a pusztában, ahol kísértések érték, melyeket visszautasított. Lukács evangéliuma beszámol, hogy Krisztus mennybemenetele negyven nappal húsvét után került sor.[15]

| Téma                       | Jézus tanítása | Bibliában található                   |
| -------------------------- | --- | ------------------------------------- |
| Boldogulásról              | Kérjetek és kaptok, keressetek és találtok, zörgessetek és ajtót nyitnak nektek. | (Máté 7,7; Lukács 11,9; János 15,7)   |
| a cselekedet igazságossága | Amit akartok, hogy veletek tegyenek az emberek ti is tegyétek velük. | (Máté 7,12; Lukács 6,31; János 13,15) |
| az ítélkezés igazságossága | Amilyen ítélettel ti ítélkeztek, olyannal fognak majd fölöttetek is ítélkezni. Amilyen mértékkel mértek, olyannal fognak majd nektek is visszamérni. | (Máté 7,2; Márk 4,24; Lukács 6,38;)   |
| Szeretetről:               | Új parancsot adok nektek: Szeressétek egymást! Amint én szerettelek benneteket, úgy szeressétek ti is egymást. | (János 13,34)                         |
| Én vagyok… mondások:       | Én vagyok a világ világossága. Aki követ, nem jár többé sötétségben, hanem övé lesz az élet világossága. | (János 8,12)                          |
|                            | Én vagyok az Út, az Igazság és az Élet. Senki sem juthat el az Atyához, csak általam. | (János 14,6)                          |
|                            | Én vagyok a kapu. Aki rajtam keresztül megy be, üdvözül, ki-be jár és legelőt talál. | (János 10,9)                          |
|                            | Én vagyok a jó pásztor. A jó pásztor életét adja juhaiért. | (János 10,7-15)                       |
|                            | Én vagyok az élet kenyere. Aki hozzám jön, többé nem éhezik, s aki bennem hisz, nem szomjazik soha. | (János 6,35.51.53-54)                 |
|                            | Én vagyok a feltámadás és az élet. Aki hisz bennem, még ha meghal is, élni fog. | (János 11,25)                         |
|                            | Én vagyok a szőlőtő, ti a szőlővesszők. Aki bennem marad, s én benne, az bő termést hoz. | (János 15,1-2.4-6)                    |
|                            | Én vagyok az Alfa és az Ómega, az első és az utolsó, a kezdet és a vég. | (Jelenések 22,13)                     |
| Boldogságról:              | Boldogok a lélekben szegények, mert övék a mennyek országa. | (Máté 5,3)                            |
|                            | Boldogok, akik szomorúak, mert majd megvigasztalják őket. | (Máté 5,4)                            |
|                            | Boldogok a szelídek, mert övék lesz a föld. | (Máté 5,5)                            |
|                            | Boldogok, akik éhezik és szomjazzák az igazságot, mert majd eltelnek vele. | (Máté 5,6)                            |
|                            | Boldogok az irgalmasok, mert majd nekik is irgalmaznak. | (Máté 5,7)                            |
|                            | Boldogok a tiszta szívűek, mert meglátják az Istent. | (Máté 5,8)                            |
|                            | Boldogok a békességben élők, mert Isten fiainak hívják majd őket. | (Máté 5,9)                            |
|                            | Boldogok, akik üldözést szenvednek az igazságért, mert övék a mennyek országa. Boldogok vagytok, ha miattam gyaláznak és üldöznek benneteket és hazudozva minden rosszat rátok fognak énmiattam. Örüljetek és ujjongjatok, mert nagy lesz a mennyben a jutalmatok! Így üldözték előttetek a prófétákat is. | (Máté 5,10-12)                        |

## Kritika
Bár csodatételei után általában a történtek titokban tartására szólította fel a jelenlevőket, néhány esetben, amikor nagy tömeg volt jelen, a hitről és saját hatalmáról tanított. Beszédeinek hangvétele változó, legalábbis a Biblia evangéliumai szerint helyenként kedves, más helyeken indulatos, elutasító.
Miközben arra tanítja követőit, hogy  legyenek szelídek és arra szólítja fel őket, hogy ne ítélkezzenek mások felett a Hegyi beszédben és más tanításaiban Jézus beszédmódja és szóhasználata gyakran meglehetősen indulatos és ítélkező. Egyes esetekben a világos beszédre bíztatja hallgatóit, miközben ő maga pontokba foglalt, kétértelmű példázatokban szól. Amikor a tanítványaihoz beszél, kihangsúlyozza, hogy szándékosan beszél érthetetlen példázatokkal (Mk. 4.12), egy esetben pedig kirekesztőnek, önimádónak hangzó hozzászólásra is elragadtatja magát.
A legtöbb tudós egyetért abban, hogy Jézus létezett  és a keresztre feszítése is valóban megtörtént, nem értenek egyet az evangéliumok történelmi megbízhatóságával. John P. Meier (1942–2022) amerikai bibliatudós és római katolikus pap szerint a példázatai közül csak néhány köthető megbízhatóan a történelmi Jézushoz.
Többen azt is mondják, hogy Jézus messiási szerepe keresztény találmány.